# Agave beauleriana
Agave beauleriana är en sparrisväxtart som beskrevs av Georg Albano von Jacobi. Agave beauleriana ingår i släktet Agave och familjen sparrisväxter. Inga underarter finns listade i Catalogue of Life.

## Bildgalleri

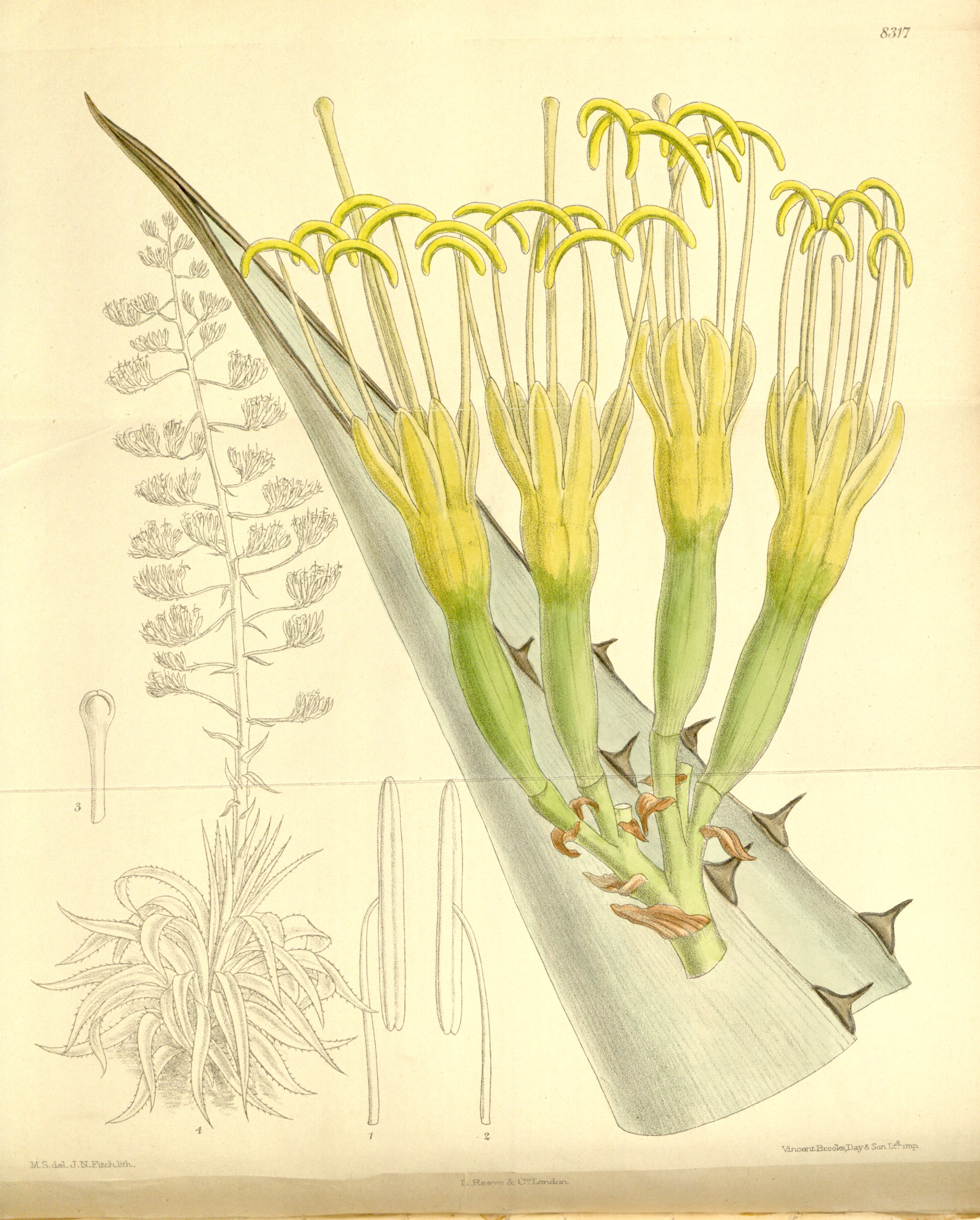